# Potrero Hill (San Francisco)
Pour les articles homonymes, voir Potrero.
Potrero Hill est un quartier de San Francisco  en Californie. Il se trouve à l'est de la ville, au sud de South of Market. Ce quartier est bordé par la 16e rue au nord, Potrero Avenue et l'U.S. Route 101 à l'ouest, la rue Cesar Chavez au sud. Il comporte de nombreux docks érigés sur des remblais.